# Бандера Василь Андрійович
Васи́ль Андрі́йович Банде́ра (12 лютого 1915, с. Старий Угринів — 22 липня 1942, Аушвіц-Освенцим) — учасник українських національно-визвольних змагань, член ОУН, син Андрія Бандери, брат Степана Бандери, Олександра Бандери та Богдана Бандери.

## Життєпис
Народився у родині українського греко-католицького священика Андрія Бандери і його дружини Мирослави. Був п'ятою дитиною в сім'ї: до нього народилися сестри Марта-Марія та Володимира і брати Степан та Олександр. Разом з братом Олександром закінчив Стрийську українську гімназію, агрономічний факультет Львівської політехніки у Дублянах і філософію у Львівському університеті. Ще під час навчання долучився до політичної діяльності.
1938—1939 був ув'язнений у польському концтаборі у Березі Картузькій за промову на одному із студентських зібрань Львова, у якій він критикував шовіністичну політику польської влади. Після розпаду Польщі (1939) Василь повернувся до Львова, згодом переїхав до Кракова із братом Степаном. У цьому місті він поселився на вулиці Страшевського, наприкінці серпня 1940 року взяв шлюб з Марією Возняк, старшою сестрою дружини Миколи Лемика. У Кракові Бандера виконував доручення ОУН, був учасником другого Великого Збору ОУНР

Меморіальна дошка Василю Бандері на вулиці Незалежності в Івано-Франківську

Після Акту 30 червня 1941 працював у відділі пропаганди ОУН у Станіславі (тепер, вул. Незалежності, 15) (за деякими даними, 12 липня 1941 р. в м. Городенці як представник ОУН склав присягу на вірність Українській Державі від курсантів місцевої української старшинської школи), де у грудні 1941 з дружиною Ґлодзінською-Бандерою був заарештований. Після допитів, які проводив сам шеф станіславського ґестапо Кріґер, був відправлений до нацистського табору Аушвіц (польське Освєнцім), де його закатували поляки-фольксдойчі — оберкапо Краль і капо Подкульскі.

## Вшанування пам'яті
- Меморіальна дошка Василю Бандері на вулиці Незалежності в Івано-Франківську